# Gose (bier)

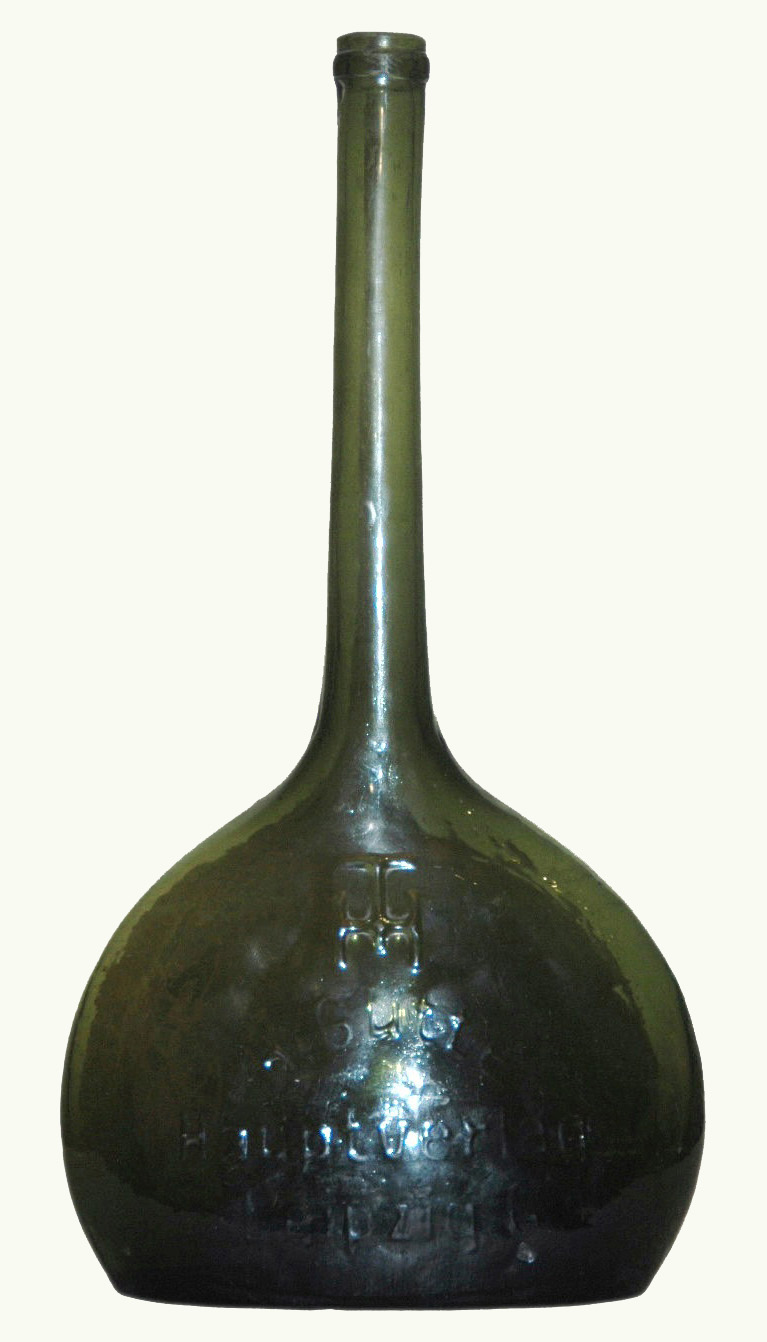
Traditionele gosefles

Gose is een biersoort die van oudsher wordt gebrouwen in de Duitse steden Leipzig en Goslar. De Gose is lange tijd compleet verdwenen geweest maar beleeft de laatste jaren een voorzichtige renaissance.

## Geschiedenis
Gose is vernoemd naar het riviertje de Gose, dat door het centrum van Goslar stroomt. In deze stad, in het noorden van de Harz, ontstond in de late middeleeuwen de bierstijl die we tegenwoordig als Gose kennen. Gose was, net als de verwante geuze die in Brussel gebrouwen wordt, een bier van spontane gisting: de moutpap werd niet door toevoeging van brouwersgist, maar door contact met de open lucht tot vergisten gebracht. Het resultaat was een betrekkelijk zuur tarwebier dat op smaak werd gebracht met koriander en zout.
Gose was aanvankelijk een lokale specialiteit van Goslar, maar het bier werd opgemerkt door de burgers van Leipzig – een stad die hemelsbreed toch wel 150 kilometer van Goslar verwijderd is. Het Gosebier groeide in de 18e en 19e eeuw uit tot het stadsbier van Leipzig en werd er algemeen gedronken; ook in het nabije Halle werd het populair. In 1824 werd de eerste brouwerij in de regio Leipzig geopend, Rittergutes Döllnitz, in het plaatsje Döllnitz bij Halle. Later volgden andere Leipziger brouwerijen.
In de 20e eeuw zou de Gose verdwijnen. Nadat de Gose in Goslar zelf al eerder niet meer werd geproduceerd, verdwenen ook in Leipzig steeds meer brouwerijen. De brouwerij in Döllnitz werd in 1945 door de Russen verwoest. Daarna beleefde Gosebier nog een voorzichtige doorstart in Leipzig, maar in 1966 verdween de Gose alsnog.
Pas in 1986 beleefde de Gose zijn wedergeboorte toen in Leipzig een café opende dat een eigen Gose schonk, toen nog gebrouwen in Berlijn. Hoewel er in het begin problemen met de producent waren, werd de Gose toch een bescheiden succes en besloten ook andere brouwers de Gose nieuw leven in te blazen. In 1999 werd de Döllnitzer Gose weer in productie genomen en ook in Goslar zelf is het bijna vergeten bier in ere hersteld.

## Kenmerken
De moderne Gose wordt niet meer spontaan vergist. In plaats daarvan gebruikt de brouwer eigen gist en wordt de zure smaak verkregen door een melkzuurgisting. De zure smaak wordt vervolgens enigszins verlicht en verfijnd door de toevoeging van kruiden als koriander. Ook wordt Gose gezouten.
Kenners vergelijken de smaak van Gose met die van Belgisch witbier. De mout van Gose bestaat, net als die van witbier, grotendeels uit tarwe. Anders dan de gewone Duitse witbieren wordt Gose gekruid, waarmee het een van de weinige Duitse bieren is die niet volgens Reinheitsgebot gebrouwen worden. Voor de Gose is in de Duitse wetgeving een uitzondering gemaakt: bepaalde regionale specialiteiten hoeven het van origine Beierse Reinheitsgebot niet na te leven.

## Productie
Er zijn anno 2025 vier Duitse brouwerijen die Gose brouwen. Twee daarvan bevinden zich in Leipzig: W. Goedecke & Co. (brouwt Döllnitzer Ritterguts Gose) en brouwerij Bayerischer Bahnhof. In Goslar maakt Brauhaus Goslar twee soorten Gose, een lichte en een donkere variant. Brouwerij Junge maakt hier voor twee Goslarse cafés kleine voorraden Gose, telkens ook in een lichte en een donkere variant. De Gose die Junge voor café Butterhanne produceert verschilt duidelijk van de Gose die de brouwerij voor Worthmühle maakt.